# Home Rule
De Home Rule bills zijn wetsvoorstellen ingediend in het Lagerhuis aan het eind van de 19e en het begin van de 20e eeuw om Ierland een eigen regering en autonomie te verschaffen binnen het Verenigd Koninkrijk van Groot-Brittannië en Ierland en delen van de Act of Union uit 1800, waarbij beide landen samengesmolten werden, ongedaan te maken.
Er werden vier dergelijke voorstellen ingediend, waarvan er twee goedgekeurd werden. Het derde voorstel, bekrachtigd in 1914, werd door de oorlogsomstandigheden en de Paasopstand van 1916 nooit uitgevoerd, terwijl het vierde voorstel, goedgekeurd in 1920, niet langer in het zelfbestuur voorzag van het hele eiland maar in zelfbestuur voor twee aparte grondgebieden, dit van Noord-Ierland en Zuid-Ierland. Deze laatste wet werd enkel toegepast in Noord-Ierland, maar nooit in Zuid-Ierland, dat later de onafhankelijke Republiek Ierland zou worden.

## Chronologie
- 1886: First Irish Home Rule Bill weggestemd in het Lagerhuis en nooit voorgelegd aan het Hogerhuis.
- 1893: Second Irish Home Rule Bill goedgekeurd in het Lagerhuis, weggestemd in het Hogerhuis.
- 1914: Third Irish Home Rule Act goedgekeurd en bekrachtigd door de Koning maar nooit uitgevoerd door het uitbreken van de Eerste Wereldoorlog en de Paasopstand in Dublin in 1916.
- 1920: Fourth Irish Home Rule Act goedgekeurd en bekrachtigd ter vervanging van de vorige wet. De wet voorzag in zelfbestuur binnen het Verenigd Koninkrijk van Groot-Brittannië en Ierland en leidde tegelijkertijd tot de verdeling van Ierland.